# 戴维·威曼
戴维·威曼（瑞典語：David Wiman，1884年8月6日—1950年10月6日），生于哥德堡，瑞典男子体操运动员。他曾获得1912年夏季奥运会体操比赛男子团体瑞典式金牌。他于1950年在哥德堡去世。